# Либсон, Владимир Яковлевич
Влади́мир Я́ковлевич Либсо́н (7 [20] апреля 1910, Витебск, Российская империя — 21 сентября 1991, Москва, СССР) — советский архитектор-реставратор, историк архитектуры. Заслуженный архитектор РСФСР (1980), лауреат Государственной премии РСФСР в области архитектуры (1974), кандидат архитектуры (1950). Известен как крупный специалист в области реставрации памятников архитектуры. Под его руководством и его непосредственном участии выполнены десятки проектов реставрации.

## Биография
Родился 7 [20] апреля 1910 года в Витебске в еврейской семье. Его отец, Яков Николаевич Либсон (1882—1938), был адвокатом, а мать — музыкальным педагогом. В том же 1910 году вместе с родителями переехал в Москву, где его отец возглавил Московскую юридическую коллегию адвокатов. В 1938 году Яков Николаевич Либсон был репрессирован.
В 1927 году Владимир Либсон окончил среднюю школу и поступил во ВХУТЕМАС, позднее преобразованный в Московский архитектурный институт. Окончил институт в 1932 году, получив звание архитектора по специальности жилых и общественных сооружений.
После окончания института был направлен в организованное в 1933 году архитектурно-планировочное управление Мосгорисполкома. До 1941 года под руководством архитекторов В. Н. Семёнова, С. Е. Чернышёва, Н. В. Докучаева, А. В. Щусева занимался разработкой Генплана реконструкции Москвы. Совместно с С. Е. Чернышёвым авполнил проекты реконструкции улицы Горького и Ленинградского шоссе.
Во время Великой Отечественной войны не был призван в армию из-за операции по язве желудка. Работал в службе маскировки города и в Дзержинском РЖУ, где занимался строительством оборонительных сооружений.
В 1944 году поступил в аспирантуру Академии архитектуры СССР. Во время учёбы в институте аспирантуры занялся исследованием историко-архитектурного наследия, выполнил обмеры ряда памятников архитектуры. В 1950 защитил диссертацию на соискание учёной степени кандидата архитектуры, посвящённую интерьерам русских классических театров. В 1947—1950 годах был главным архитектором группы реставрации памятников архитектуры Института Генплана. В 1950—1951 годах — руководитель специализированной реставрационно-проектной мастерской Мосгорпроекта. В 1961—1977 годах — руководитель мастерской № 5 Моспроекта-3. В 1977—1985 годах — руководитель мастерской № 13 Моспроекта-2. В 1985—1991 годах — главный специалист-архитектор мастерской № 13 Моспроекта-2.
Автор более 40 публикаций, посвящённых проблемам восстановления и реставрации памятников. Написал книгу «Возрождённые сокровища Москвы» (1983). Принимал участие в работе над каталогом «Памятники архитектуры Московской области» (1975) и фундаментальном изданием «Памятники архитектуры Москвы» (с 1982)
Автор конкурсных проектов центра Москвы. Разрабатывал проекты памятников героям Великой Отечественной войны. Автор проекта музея-заповедника «Коломенское» и проектов заповедных зон Москвы.
Член Союза архитекторов СССР с 1937 года. Кандидат архитектуры (1950). Член научно-методического совета по охране памятников культуры и бюро Московского городского совета ВООПиК (с 1967).
В детские и юношеские годы жил по адресу: 1-я Мещанская улица, 31.
Умер 21 сентября 1991 года. Прах хранится в колумбарии Донского кладбища (участок 4).

## Реставрационные работы
в Москве:
- Останкинский дворец (обмеры и проект реставрации, 1945—1947)[1][2]
- Дом Несвицкой на Смоленской-Сенной площади, 30 (1948, осуществлено в 1951)[1]
- Хамовнические казармы (обмеры и проект реставрации, 1949)[2][1]
- Церковь Филиппа Митрополита в Мещанской слободе (обмеры и проект реставрации, 1950, осуществлено в 1952—1953)[2][1]
- Здание Всесоюзной книжной палаты (1950)[1]
- Мариинская больница (1955—1958)[1]
- Первая градская больница (1954—1955)[1]
- Голицынская больница (как руководитель проектно-реставрационной мастерской; 1958—1960)[2][1]
- Усадьба Царицыно (составление ТЭО на реставрацию, под руководством М. В. Посохина)[2]
- Здание Большого театра[7]
- Церковь Николая Чудотворца в Котельниках и дом причта (1960-е)[7]
- Городская усадьба Нарышкиных в Малом Казённом переулке, 5 (1960-е)[7]
- Палаты XVII века в Крестовоздвиженском переулке, 7 (1960-е)[7]
- Флигель Мариинской больницы (1960-е)[7]
- Здание Александровского института (1960-е)[7]
- Стены Китай-города с нижней частью Варваринской башни (1960—1970-е)[7][1]
- Памятники архитектуры на улице Варварке (1960—1970-е)[7][1]
- Памятники архитектуры Московского Кремля (Сенатский дворец, 1961—1964, Большой Кремлёвский дворец с Грановитой палатой, 1966—1972[1]; как руководитель проектно-реставрационной мастерской)[7][2]
- Дом Союзов (1967, 1977; как руководитель проектно-реставрационной мастерской)[2][7][1]
- Восстановление Триумфальной арки (1966—1968; руководитель)[7][1]

в других городах
- Павловский дворец (1944, обмеры и проектная документация на восстановление)[2]
- Театр Гонзаго в Архангельском (обмеры и проект реставрации)[2]

## Награды и звания
- Заслуженный архитектор РСФСР (1988)[7]
- Государственная премия РСФСР в области архитектуры (1974)[2] — за реставрацию памятников архитектуры и живописи Москвы.
- Орден «Знак Почёта» (1975)[9]
- Медаль «За оборону Москвы»[5]

## Цитаты
В. Я. Либсон так высказывался о своей профессии:
Может быть, это звучит парадоксально по отношению к профессии, основанной на строгой документальности, но архитектор-реставратор должен обладать сильно развитой интуицией и творческим воображением… Так же, как судебный следователь по едва заметным следам восстанавливает картину преступления, так и реставратор должен уметь по остаткам сооружения «прочитать», мысленно восстановить утраты, воссоздать, казалось бы, навсегда утраченный памятник.

## Публикации
- Либсон В. Я. По берегам Истры и её притоков. — М.: Искусство, 1974. — 144 с. — (Дороги к прекрасному). — 75 000 экз. (обл.)
- Либсон В. Я., Кузнецова А. И. Большой театр СССР: История сооружения и реконструкции здания. — М.: Стройиздат, 1982. — 148 с. — 15 000 экз. (в пер.)
- Либсон В. Я. Возрождённые сокровища Москвы. — М.: Московский рабочий, 1983. — 256 с. — 50 000 экз. (в пер.)
  - Рецензия: Разгонов С. Летопись московских улиц : [арх. 16 апреля 2024] // Советская культура. — 1983. — № 146 (5778) (8 декабря). — С. 4.
- Кузнецова А. И., Либсон В. Я. Большой театр: История сооружения и реконструкции здания. — 2-е изд, перераб. и доп. — М.: АО «Альфа-принт», 1995. — 216 с.